# 張宏 (明朝宦官)
张宏（16世纪—1584年），明朝宦官，万历时期的司礼监掌印太监。

## 生平
张宏原来是张鲸的座主。宦官初入宫，一定投靠一个大太监为主人，叫做拉名下。当时司礼监掌印太监冯保掌内廷之权，张鲸嫉妒他受宠，于是为明神宗朱翊钧设计陷害冯保。张宏对张鲸说：“冯公是前辈，而且有势力，不应该除去他。”张鲸不听。最后诬陷驱逐了冯保，张宏于是取代冯保担任司礼监掌印太监，张鲸为司礼监秉笔太监兼东厂提督。张宏没有什么过失罪恶，以贤能著称，万历十二年（1584年）去世。张诚代掌司礼监掌印太监。万历十八年（1590年），张鲸被罢免东厂提督的职务，由张诚兼掌东厂。
| 前任： 冯保 | 司礼监掌印太监 1582年—1584年 | 繼任： 张诚 |